# Het potlood in de hand. Vijf gedichten uit de scheepskist van J. Slauerhoff
Het potlood (in de hand). Vijf gedichten uit de scheepskist van J. Slauerhoff is een bundel van vijf tot dan toe ongepubliceerde gedichten van J. Slauerhoff, die verscheen in 2010.

## Geschiedenis
Kees Lekkerkerker (1910-2006) was de bezorger van de Verzamelde werken van J. Slauerhoff (1898-1936) die tussen 1941 en 1958 verschenen. De nalatenschap van Slauerhoff bestond behalve uit een som geld, uit een zeemanskist vol met manuscripten en de bibliotheek van de dichter. Lekkerkerker ontving, een half jaar na de dood van Slauerhoff als beoogd bezorger van de Verzamelde werken deze zeemanskist, met daarin dus dit omvangrijke 'Slauerhoff-archief' met nog ongepubliceerd en onvoltooid werk dat voor een wetenschappelijke editie van de VW moest dienen; die editie kwam er niet. In dat archief bevinden zich nog steeds verschillende ongepubliceerde werken van Slauerhoff, meestal nog onvoltooid. Ook deze vijf gedichten bevinden zich in dat archief. De bezorger, Menno Voskuil, meent, getuige zijn verantwoording bij de uitgave, dat deze vijf gedichten "publicatie meer dan waardig zijn".

### Uitgave
De bundel werd handgedrukt door Jaap Schipper van de Haagse Statenhofpers. De uitgave werd gezet uit de Romanée en in 120 op de pers genummerde exemplaren gedrukt op Zerkall-papier. De uitgave is voorzien van illustraties van Peter Pontiac.
Een twintigtal exemplaren van de oplage werd in opdracht van Schipper gebonden door boekbinder Philipp Janssen van Binderij Phoenix in halfperkament. Deze luxe editie bevat twee extra schetsen, een voorstudie en een losse gesigneerde afdruk van het portret van Slauerhoff.
Deze editie verscheen met medewerking van Antiquariaat Fokas Holthuis, eigenaar van het Slauerhoff-archief van Lekkerkerker.